# Kevin Dobson
Kevin Patrick Dobson (New York-Queens, 1943. március 18. – Stockton, Kalifornia, 2020. szeptember 6.) amerikai színész.

## Fontosabb filmjei
Mozifilmek
- Klute (1971)
- A Midway-i csata (Midway) (1976)
- Szerelem az éjszakában (All Night Long) (1981)
- Védd magad! (Restraining Order) (1999)
- She's No Angel (2002)
- Veszély az óceán felett (Crash Landing) (2005)
- 1408 (2007)
- April Moon (2007)
- Dark Power (2013)

Tv-filmek
- A bosszú íze (Sweet Revenge) (1984)
- Kojak: Valami mindig történik (Kojak: It's Always Something) (1990)
- Végzetes barátság (Fatal Friendship) (1991)
- Mocskos meló (Dirty Work) (1992)
- Hazug titkok háza (A House of Secrets and Lies) (1992)
- Végső elhatározás (If Someone Had Known) (1995)
- Végzetes látomások (Voice from the Grave) (1996)

Tv-sorozatok
- The Doctors (1969–1971, nyolc epizódban)
- Kojak (1973–1978, 117 epizódban)
- Shannon (1981–1982, kilenc epizód)
- Knots Landing (1982–1993, 291 epizódban)
- Meghökkentő mesék (Tales of the Unexpected) (1984, egy epizódban)
- Angyali érintés (Touched by an Angel) (1994, egy epizódban)
- F/X: The Series (1996–1997, 22 epizódban)
- Gazdagok és szépek (The Bold and the Beautiful) (2006–2007, 13 epizódban)
- Days of our Lives (2008, 15 epizódban)
- Gátlástalanok (House of Lies) (2013, négy epizódban)